# 서셉턴스
서셉턴스(susceptance, B)는 전기 공학에서 어드미턴스(Y = G + jB)의 허수 부분이며 실수 부분은 컨덕턴스(G)이다. 어드미턴스의 역수는 임피던스(Z = R + jX)이다. 여기서 허수부는 리액턴스(X)이고 실수부는 저항(R)이다. SI 단위에서 서셉턴스는 지멘스(S)로 측정된다.

## 기원
이 용어는 C.P. 1894년 논문의 찰스 프로테우스 스타인메츠가 만들었다.
일부 출처에서는 올리버 헤비사이드가 이 용어를 만들거나 퍼미턴스라는 이름으로 개념을 도입한 공로를 인정 받았다. 스타인메츠의 전기 작가에 따르면 이 주장은 잘못된 것이다. 서셉턴스라는 용어는 헤비사이드의 전집 어디에도 나타나지 않으며, 헤비사이드는 서셉턴스가 아닌 커패시턴스를 의미하기 위해 퍼미턴스라는 용어를 사용했다.